# 22109 Loriehutch
22109 Loriehutch è un asteroide della fascia principale. Scoperto nel 2000, presenta un'orbita caratterizzata da un semiasse maggiore pari a 2,2611729 UA e da un'eccentricità di 0,1882425, inclinata di 6,63787° rispetto all'eclittica.